# Le Songe (roman)
Pour les articles homonymes, voir Le Songe (homonymie).
Le Songe est un roman d'Henry de Montherlant publié en 1922 aux éditions Bernard Grasset. Il s'agit du premier roman de Montherlant. Celui-ci marque l'apparition d'Alban de Bricoule, personnage majeur dans l’œuvre de l'auteur, la chronologie interne plaçant Le Songe à la fin de la trilogie (Les Bestiaires, Les Garçons, Le Songe).

## Résumé
Durant la Grande Guerre, Alban de Bricoule affirme son courage et son goût du sacrifice. Ironique et égotique, il pense que la guerre est pour lui l'occasion parfaite de se réaliser. Craignant d'être affaibli moralement par une passion amoureuse, il délaisse ses sentiments pour la belle Dominique qu'il ne consent qu'à traiter en camarade. L'ordre féminin, sensible et doux, s'oppose à l'ordre masculin, guerrier et brutal. C'est finalement ce dernier qui l'emporte... 
Montherlant fait preuve dans l'ouvrage d'un grand lyrisme.